# Anna Marie Martinozzi
Anna Marie Martinozzi (1637 – 4. února 1672) byla neteří prvního ministra Ludvíka XIV. kardinála Julese Mazarina. Provdala se za prince Armanda de Bourbon-Conti. Z tohoto manželství vzešli tři synové, z nichž nejmladší František Ludvík (François Louis) de Bourbon-Conti je známý jako Velký Conti (le Grand Conti). Sňatkem s princem de Bourbon-Conti se stala princeznou královské krve.

## Život
Anna Marie Martinozzi se narodila v Římě jako dcera Girolama Martinozziho a Laury Markéty Mazzarini, nejstarší sestry kardinála Julese Mazarina, prvního ministra Francie v době nezletilosti krále Ludvíka XIV.
Ona a její mladší sestra Laura byly do Francie přivedeny svým strýcem, kardinálem Mazarinem, stejně jako jejich sestřenice, sestry Manciniovy Laura, Marie, Olympie, Hortensie a Marie Anna. Sedm Mazarinových neteří bylo u francouzského dvora známo jako Mazarinetky. Strýc kardinál jim všem zařídil výhodné sňatky. Neteří Anny Marie byla budoucí anglická královna Marie Beatrice d'Este.
22. února 1654 se Anna Marie v Louvru provdala za prince Armanda Bourbon-Conti. Měli spolu tři syny, avšak jen dva z nich se dožili dospělosti.
- 1. Ludvík Bourbon-Conti (*/† 1658)
- 2. Ludvík Armand I. Bourbon-Conti (30. 4. 1661 Paříž – 9. 11. 1685 Fontainebleau), kníže z Conti od roku 1666 až do své smrti 
  - ⚭ 1680 Marie Anna de Conti (2. 10. 1666 Vincennes – 3. 5. 1739 Paříž)
- 3. František Ludvík Bourbon-Conti (30. 4. 1664 Paříž – 22. 2. 1709 tamtéž), kníže z Conti od roku 1685 až do své smrti, titulární polský král
  - ⚭ 1688 Marie Tereza Bourbonská (1. 2. 1666 Paříž – 22. 2. 1732 tamtéž)

Brzy po svatbě musela kněžna Anna Marie snášet dlouhou samotu, neboť její manžel byl na dlouhých cestách po Francii ve službách krále. Po těžké nemoci se odřekla rdovánek a začala velkoryse podporovat chudé.
24. března 1668 působila jako kmotra při slavnostním křtu tehdy již sedmiletého prince Ludvíka Francouzského, tzv. Velkého dauphina. Zastupovala tak Henriettu Marii Bourbonskou, dauphinovu vlastní tetu.
Anna Marie de Bourbon-Conti zemřela 4. února 1672 v Paříži v paláci Hôtel de Conti ve věku 35 let. Nedočkala se ani narození svého prvního vnoučete, Marie Anny Bourbonské.

## Tituly a oslovení
- 22. února 1654 - 21. února 1666: Její Jasnost princezna de Conti (Madame la Princesse de Conti)
- 21. února 1666 - 4. února 1672: Její Jasnost princezna de Conti vdova (Madame la Princesse de Conti douairière)